# مجموعة دعم إصلاح الانتخابات
كانت مجموعة دعم إصلاح الانتخابات أو (ERSG) وهي منتدى للمانحين يشترك في رئاسته الولايات المتحدة والاتحاد الأوروبي لتنسيق إصلاح النظام الانتخابي الفلسطيني. تأسست مجموعة دعم اصلاح الانتخابات عام 2000. ويشمل الأعضاء دول الدنمارك وألمانيا واليونان وأيرلندا وإيطاليا واليابان وهولندا والنرويج وإسبانيا والسويد والمملكة المتحدة والولايات المتحدة. كما تشارك المنظمات الدولية مثل المفوضية الأوروبية ومكتب رئاسة الاتحاد الأوروبي والأمم المتحدة وبرنامج الأمم المتحدة الإنمائي. دعمت المؤسسة الدولية للنظم الانتخابية المنتدى في دور السكرتارية.
منذ عام 2007، تم إصلاح ودمج مجموعة دعم إصلاح الانتخابات في مجموعة عمل الانتخابات، وهي جزء من «مجموعة قطاع الحوكمة» التي هي أيضًا واحدة من المجموعات الإستراتيجية الأربع في إطار هيكل تنسيق المعونة في فلسطين. ويتولى أداء مهام السكرتارية الأمانة العامة لتنسيق المساعدات المحلية (LACS).

## التكوين
تشكلت مجموعة دعم إصلاح الانتخابات كفرع من فرقة عمل الأمم المتحدة بشأن فلسطين. وتتألف فرقة العمل التابعة للأمم المتحدة من اللجنة الرباعية (الولايات المتحدة والاتحاد الأوروبي وروسيا والأمين العام للأمم المتحدة) والنرويج واليابان والبنك الدولي وصندوق النقد الدولي واجتمعوا لأول مرة في 10 يوليو، عام 2002. وكان فريق العمل هذا مسؤولاً عن تشكيل مجموعات دعم لعدة مجالات للإصلاح بما في ذلك المجتمع المدني والانتخابات والمساءلة المالية والإصلاح القضائي والحكم المحلي واقتصاديات السوق والإصلاح الوزاري وإصلاح الخدمة المدنية. وتكونت هذه الجماعات كرد فعل على تراجع الوضع الإنساني في الأراضي الفلسطينية. بمجرد تنظيم مجموعة دعم إصلاح الانتخابات، تم إبلاغ فرقة العمل في الأنشطة الانتخابية من قبل سفير الاتحاد الأوروبي جان بريتش الذي أصبح لاحقًا أمين مجموعة دعم إصلاح الانتخابات ERSG. وقد تولى دور الأمانة في عام 2005 المؤسسة الدولية للنظم الانتخابية.

## الأنشطة
دعمت فرقة العمل كلها مجموعة دعم إصلاح الانتخابات وتنسيق التمويل لبرامج الانتخابات من هيئة المعونة الأمريكية والاتحاد الأوروبي والدول الأوروبية واليابان. وعملت مجموعة دعم إصلاح الانتخابات المجلس التشريعي الفلسطيني لتطوير مشروع قانون الانتخابات ودعم تكوين لجنة الانتخابات الفلسطينية وتطورت لتصبح هيئة إدارة انتخابات فردية مستقلة وموثوقة من السلطة الفلسطينية.
وكجزء من هذا الدعم، قدم الاتحاد الأوروبي خمسة خبراء بالانتخابات و10 مليون يورو لدعم المشروع وقدم برنامج الأمم المتحدة الإنمائي/برنامج مساعدة الشعب الفلسطيني خبيران وساهمت اليابان بمليون دولار وكندا بمبلغ 1.2 مليون دولار كندي وخبير وقدمت النرويج مليون دولار والدنمارك 300000 دولار.